# Мавританія (корабель, 1906)
«Мавританія» (англ. RMS Mauretania) — британський трансатлантичний лайнер.
«Мавританія» була спорідненим судном з Лузітанією — обидва кораблі належали провідній компанії «Cunard Line». Мавританія була побудована компанією Свон, Гантер & Віґам Річардсон і була спущена на воду 20 вересня 1906 р. У той час вона була найбільшим і найшвидшим судном у світі. Особливо цікавим було використання парової турбіни — справжнього революційного нововведення в конструкції океанських лайнерів. Мавританія була неабияк популярною серед пасажирів через свою розкіш, швидкість та рівень безпеки.
Назва корабля походить від стародавнього берберського королівства Мавританія на північному узбережжі Африки.

## Передумови створення
У 1897 році німецький лайнер «Кайзер Вільгельм дер Гроссе» став найбільшим і найшвидшим судном у світі. Зі швидкістю у 22 вузли (41 км/год) він відібрав «Блакитну стрічку Атлантики» у лайнерів Cunard Line «Кампанії» і «Луканії». Пізніше «Стрічку» перехопив ще один німецький лайнер «Дойчланд». Водночас американський фінансист Джон Пірпонт Морган зі своєю компанією «IMM» намагався монополізувати трансатлантичні шляхи і вже придбав британську компанію «White Star Line». Щоб відновити престиж океанських подорожей не тільки з компанією «Cunard Line», але і з Великою Британією взагалі, у 1903 році «Cunard Line» і Британський уряд уклали угоду на побудову двох суперлайнерів: «Лузітанії» і «Мавританії», з гарантованою швидкістю не менше 24 вузлів. Британський уряд дав позику в розмірі 2 600 000 фунтів стерлінгів для будівництва двох великих суден з умовою, що судна могли бути перетворені в Збройні Допоміжні Крейсери в разі війни.

## Проєкт та будівництво
«Мавританія» була розроблена морським архітектором компанії «Cunard Line» Леонардом Пескеттом. Оригінальний проєкт «Лузітанії» і «Мавританії» Пескетта у 1903 році передбачав створення двох тритрубних лайнерів. 1904 року в «Cunard Line» вирішили змінити силову установку і додали додаткові котли, для виведення диму з яких Пескетт поставив четверту трубу.
У 1906 році «Мавританія» була спущена на воду герцогинею Роксборо. На момент її спуску, вона була найбільшим об'єктом, що рухається, трохи більша у валовому тоннажі, ніж її сестра «Лузітанія». Основною візуальною відмінністю між «Мавританією» і «Лузітанією» було те, що Мавританія була на 5 футів довша і мала інші повітрозабірники. «Мавританія» також мала два додаткові ряди лопатей на передніх турбінах, що робило її трохи швидшою, ніж «Лузітанія».
При спуску на воду «Мавританію» супроводжувало ще одне судно, без якого створення «Мавританії» було б неможливим, — «Турбінія», перше у світі судно, що приводиться в рух паровою турбіною.

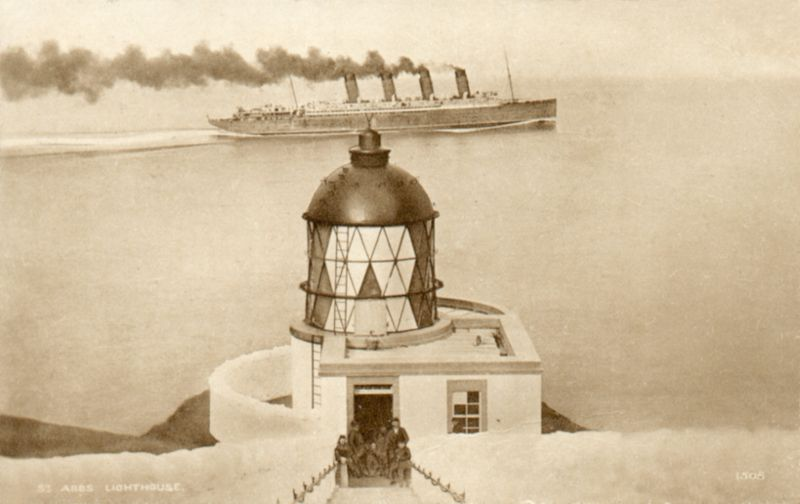
«Мавританія» на випробуваннях.

«Мавританія» була зразком судна едвардіанської епохи, в її громадських кімнатах було використано 28 порід дерева, а також мармур, гобелени. Дерев'яні панелі, якими було обшито її громадські зали першого класу, були вирізані майстрами з Палестини. Багаторівневий ресторан першого класу був прикрашений у стилі Франсуа Першого і увінчаний великим куполом. Також були встановлені ліфти, рідкість для лайнерів, їх обвивали головні сходи судна «Мавританії». Так само була ще одна новинка — «Verandah Café» на шлюпковій палубі, де пасажирам подавалися напої.

## Початок експлуатації
«Мавританія» відчалила з Ліверпуля у свою першу подорож у суботу, 16 листопада 1907 року під командуванням її першого капітана Джона Прітчарда, і через місяць здобула «Блакитну стрічку Атлантики», перетинаючи океан із заходу на схід з середньою швидкістю 23,69 вузла (43,87 км/год). У вересні 1909 року «Мавританія» захопила «Блакитну стрічку Атлантики» під час перетину океану на захід на 20 років.
У грудні 1910 року «Мавританія» отримала пошкодження на річці Мерсі, через що був скасований її спеціальний швидкий різдвяний рейс у Нью-Йорк. Ця подорож замість «Мавританії» зробила «Лузітанія» під командуванням капітана Джеймса Чарльза, який тільки повернувся з Нью-Йорка.
У 1912 році король Георг і королева Мері були на екскурсії по «Мавританії» — найшвидшому комерційному судні Великої Британії. Це лише підвищило репутацію судна.
26 січня 1914 року, коли «Мавританія» була на щорічному ремонті в Ліверпулі, стався вибух газового циліндра. Четверо чоловіків, що працювали над однією з парових турбін, загинули, шістьох було поранено. Збиток був мінімальним, і корабель повернувся на лінію через два місяці.

## Перша світова війната «Мавританія»

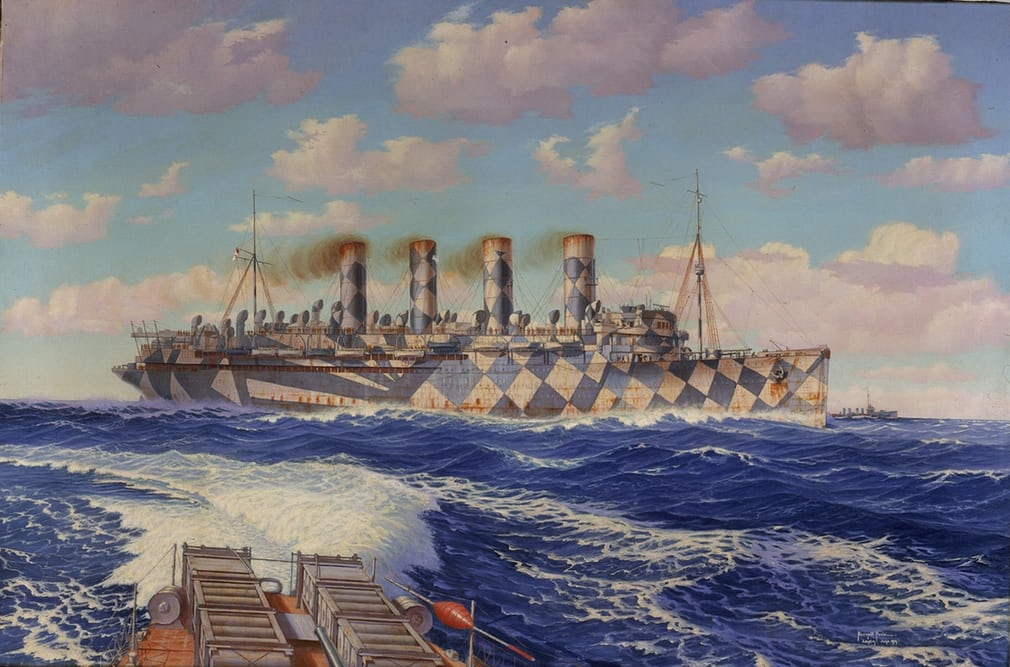
«Мавританія» у камуфляжі часів Першої світової війни

Невдовзі після того, як Велика Британія оголосила війну Німеччині (4 серпня 1914 року), «Мавританія» і «Аквітанія» були реквізовані Британським урядом для використання їх як збройних комерційних крейсерів, але великі розміри і надмірне споживання палива робили їх непридатними для цього. Суднам продовжили їх цивільну службу 11 серпня. Пізніше, через нестачу пасажирів, що перетинають Атлантику, «Мавританія» була поставлена на прикол у Ліверпулі до травня 1915 року, коли «Лузітанія» була потоплена німецьким підводним човном.
«Мавританія» повинна була стати на місце «Лузітанії», але була реквізована Британським урядом, щоб слугувати військовим транспортом для перевезення Британських військ упродовж кампанії Галліполі. Вона була недосяжна для німецьких підводних човнів завдяки своїй високій швидкості і рівню знань її команди. Як військовий транспорт, Мавританія була пофарбована в засліплюючий камуфляж, який при наведенні на ціль плутав ворогів.
Коли об'єднані сили Британської імперії і Франції почала втрачати військових, «Мавританія» була переобладнана на корабель-шпиталь, разом з «Аквітанією» і суперником з White Star Line «Британніком», для перевезення поранених до 25 січня 1916 року. Сім місяців опісля «Мавританія» знову стала військовим судном, перевозячи Канадські війська з Галіфакса в Ліверпуль. Її військова служба ще не закінчилася, коли Сполучені Штати оголосили війну Німеччині у 1917 році, і вона стала перевозити тисячі американських солдат до кінця війни. Осліплююча фарба не використовувалась, коли «Мавританія» служила як судно-шпиталь, — на медичній службі судно було пофарбоване у білий колір з великими медичними перехресними емблемами.

## Післявоєнна кар'єра
«Мавританія» повернулася на цивільну службу 21 вересня 1919 року. 1921 року, після пожежі на палубі Е, «Cunard Line» вирішили провести ретельний огляд і зняли її з лінії. Вона повернулася на верф, де її вугільні котли було замінено нафтовими. Лайнер повернувся на трансатлантичну лінію в березні 1922 року. Однак стало зрозуміло, що судну-рекордсмену все важче підтримувати високу швидкість. Було очевидно, що її колись революційні турбіни потребували ретельного ремонту. 1923 року було розпочато ремонт у Саутгемптоні, що включав демонтаж турбін «Мавританії». Коли половина роботи була зроблена, робочі корабельні застрайкували, і робота була зупинена, судно відбуксирували в Шербур, де робота була завершена на іншій верфі. У травні 1924 року судно повернулося на трансатлантичну лінію. Інтер'єри «Мавританії» модернізували у 1928 році.
У 1929 році швидкісний рекорд «Мавританії» був побитий німецьким лайнером «Бремен», що встановив швидкість 28 вузлів (52 км/год). 27 серпня «Cunard Line» дозволили «океанічному хортові» спробувати відбити рекорд у нового німецького лайнера. Її двигуни були модифіковані і виробляли більшу потужність, швидкість зросла, одначе цього було недостатньо. «Бремен» був лайнером нового покоління: значно потужнішим і технологічно кращим, ніж старіючі «кунардери». Попри те, що «Мавританія» не могла випередити свого німецького конкурента, судно било власні швидкісні рекорди, як на схід, так і на захід.
У 1929 році «Мавританія» зіткнулася з поромом у Рифа Роббінса, на щастя, ніхто не загинув і не був поранений, а збиток швидко був виправлений.
У 1930 році, під впливом Великої Депресії і нових конкурентів на трансатлантичній лінії, «Мавританія» стала круїзним лайнером.
Коли «Cunard Line» об'єднувалася з White Star Line у 1934 році, «Мавританія», разом з «Олімпіком», «Маджестиком» та іншими старіючими океанськими лайнерами, вважалася збитковою і була знята з лінії.

## Кінець експлуатації

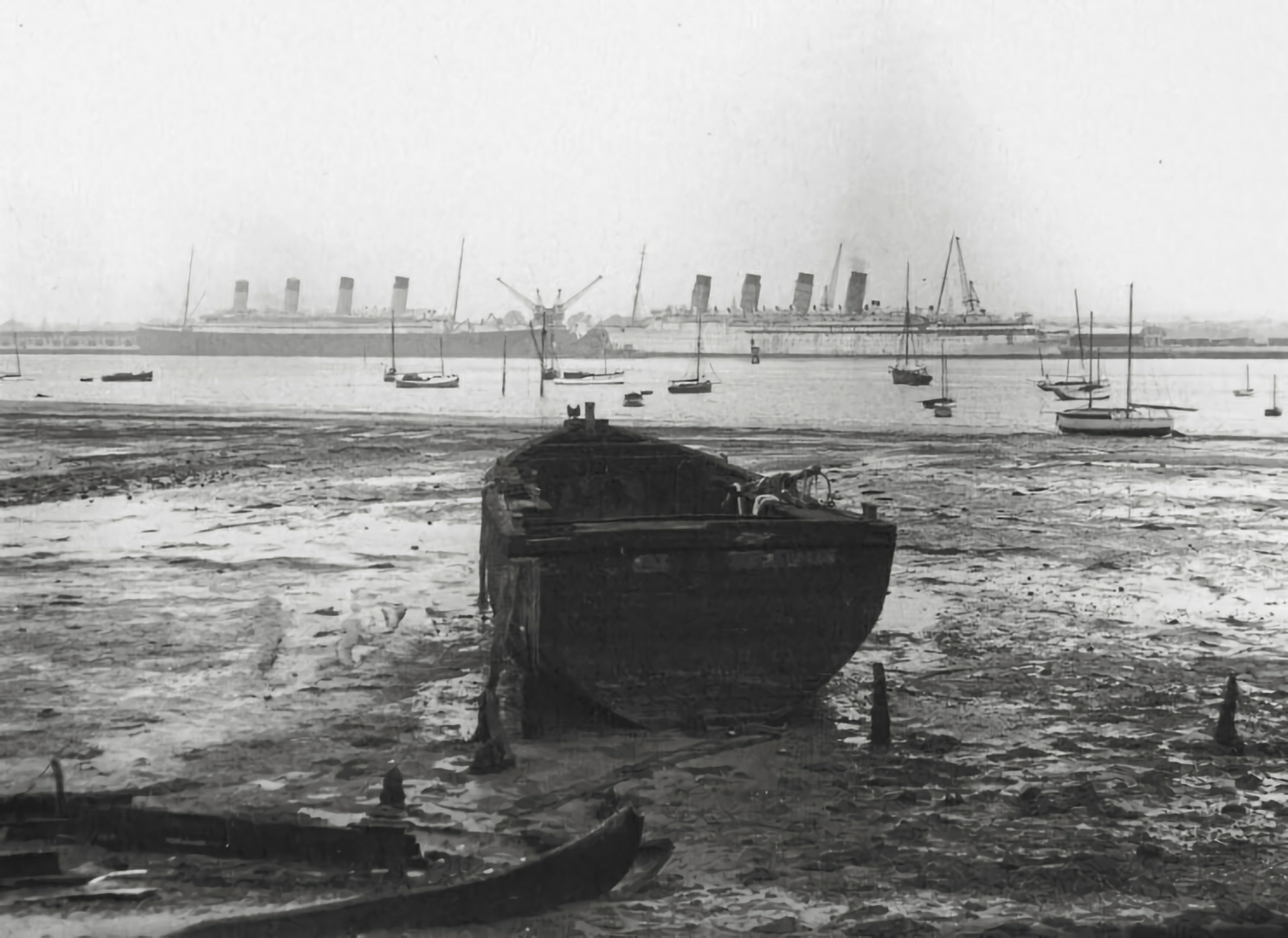
«Мавританія» і «Олімпік» в очікуванні своєї долі.

«Кунард Лайн» зняли «Мавританію» з лінії після останнього перетину Атлантики на схід з Нью-Йорка в Саутгемптон у вересні 1934 року. Останній рейс був здійснений зі середньою швидкістю у 24 вузли (її оригінальною договірною швидкістю), і «Мавританія» була поставлена на прикол у Саутгемптоні, очікуючи свою долю поряд із колишнім флагманом White Star Line «Олімпіком». Таким чином завершилась 28-річна служба цього корабля в «Cunard Line».
У травні 1935 року її меблі та оздоблення були виставлені на аукціон, а 1 липня вона покинула Саутгемптон востаннє. Один з її колишніх капітанів, відставний комодор сер Артур Рострон (капітан «Карпатії» під час рятування пасажирів з «Титаніка»), прийшов побачити останнє відправлення «Мавританії» з Саутгемптона. Рострон відмовився піднятися на борт судна перед його останньою подорожжю, пояснивши це тим, що йому боляче дивитися на «Мавританію» в такому вигляді. Він волів пам'ятати її такою, якою вона була «в молодості».
«Мавританія» вирушила у свій останній рейс до міста Росайт, де була розібрана протягом декількох років у місцевих доках.
Багато пасажирів «Мавританії» висловлювали жаль і протест проти здачі лайнера на металобрухт, включаючи експрезидента США Рузвельта.